# Ilione lineata
Ilione lineata är en tvåvingeart som först beskrevs av Fallen 1820.  Ilione lineata ingår i släktet Ilione och familjen kärrflugor. Arten är reproducerande i Sverige. Inga underarter finns listade i Catalogue of Life.